# كريس أوكونور
كريس أوكونور (بالإنجليزية: Chris O'Connor)‏ (7 مايو 1985 ببريزبان في أستراليا - ) هو لاعب كرة قدم أسترالي في مركز حراسة المرمى. شارك مع منتخب أستراليا تحت 20 سنة لكرة القدم ومنتخب أستراليا الوطني لكرة القدم تحت 23 سنة. أما مع النوادي، فقد لعب مع روتشيدال روفرز وغولد كوست يونايتد ونادي بوهيميان وBray Wanderers F.C. ‏.

## وصلات خارجية
- كريس أوكونور على موقع قاعدة بيانات كرة القدم.إي يو (الإنجليزية)